# 東京都交通局6000形電車 (軌道)
東京都交通局6000形電車（とうきょうとこうつうきょく6000がたでんしゃ）は、1947年（昭和22年）に登場した東京都交通局の路面電車（都電）車両である。
本項ではその後に改造された乙6000形電車についても記述する。

## 概要
6000形は、1947年（昭和22年）から1952年（昭和27年）までの6年間に290両が製造された、800形と並ぶ、戦後初の新造車両である。
太平洋戦争末期の空襲により、都電の車両は当時の主力形式であった旧3000形を中心に、600両以上の車両を喪失した。また、戦時中の資材不足により稼働ができなくなった車両や、辛うじて被災を免れたものの、大戦末期から終戦直後の酷使により老朽化した車両も多数存在していた。
このため、戦後は主に経年の浅い戦災車両の更生復旧が進められたが、並行して新車両の製造も行われた。
6000形の量産と同時期に、3000形242両と4000形117両が6000形とほぼ同形の車体により更新された。この形態の車両がいわば都電の標準車となり、1067mm軌間の都電杉並線を除くほとんどの路線に在籍した。また、日本各地に類似した設計の車両が登場（後述）した。

## 形態の差異
290両が製造された大所帯だけあり、製造年度や製造メーカーによって様々な差異が見られた。
1947年（昭和22年）度の初期生産車は、被災した3000形の復旧名義で製造され、台車は種車である旧3000形で使用されていた組立台車枠のD-10型台車（写真）が使用され、車体外板が1.6mm鋼板であることから製造メーカーによっては車体の歪みが目立つ個体もあり、新日国製の6001 - 6005については内装の一部にジュラルミンが貼られていたことから、出現当時には「ジュラルミン電車」と言われていた。前面の救命設備はストライカーとロックフェンダーを設置。1948年（昭和23年）春から簡易排障器の採用となったため後に交換された。その後、1949年 (昭和24年) 度製造から外板が2.3mmに増加し、6174号までは新造されたD-10型台車が使用された。
また、初期生産車は当初集電装置にトロリーポールを使用していたが、後年になってビューゲルに換装されている。この際、車両によってビューゲルの取付位置が異なっていた。
1950年（昭和25年）度と1951年（昭和26年）度に製造された6175 - 6241号からは、上記のD-10型を元に開発された鋳鋼台車枠のD-16型台車が新たに採用された。

そして、1952年（昭和27年）度に製造された最終増備車の6242 - 6290号からは、D-16型の改良型で、枕ばねを従来の板ばねから油圧ダンパー付きのコイルばねに変更したD-17型が採用された。この最終増備車は外観的にも特徴があり、側窓が拡幅され、従来車が側窓10枚であったのに対し、9枚に変更されている。
これらの車両のうち、初期に生産されたものに関しては1960年代に更新工事が施工された。その際、一部の車両は1500形や3000形と同様に、『羽深式』と称される前面方向幕の拡幅改造が施されている。また、順次ドアエンジンの搭載や各部窓枠のアルミサッシ化などの改造が行われていた。
1952年に全車出揃った時点で、6000形が無配置であった三ノ輪・駒込・錦糸堀・柳島にも1〜4両が配置され、目黒・広尾・大塚・早稲田・荒川を除く他の営業所に配置されたことから、その大量の車両数と共に東京を代表する路面電車となった。

## 都電大量廃止以降
その後、大半の車両が都電荒川線以外が全廃されるまでに廃車され、1972年（昭和47年）11月以降は、わずかに残った13両 (6063,6080,6086,6152,6181,6189,6191,6209 - 6213,6219) が荒川車庫に集結した。
当初は朝夕のラッシュ時の増発として運用されることがほとんどだったが、7000形が荒川線のワンマン運転化に伴う車体更新のために荒川車庫から搬出されたことにより、晩年には終日営業運転に使用されていた。

## 「一球さん」(6152)

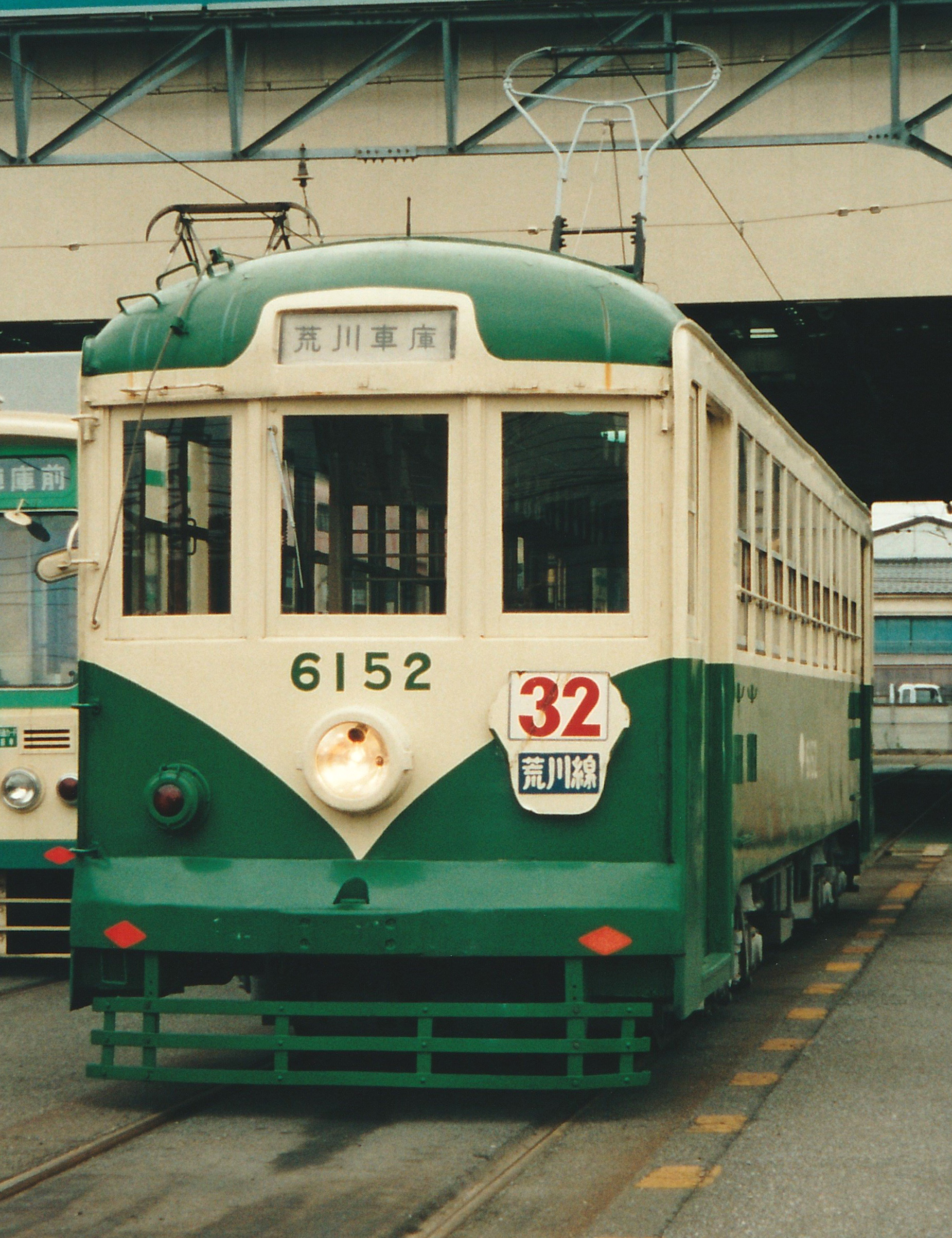
一球さん号前面

荒川線のワンマン化に伴い、残存する本形式は大半が廃車となったが、唯一6152のみが応急車として残された。この際に台車が初期型のD-10から、廃車車両（後述の通り6191とみられる）より流用したD-16に振り替えられたとされる。
当初は車内には工具などが置かれており、営業運転は行っていなかったが、1986年（昭和61年）にステップを改造、保安ブレーキと放送装置を新設して再度営業車として復帰した。
その後、1988年（昭和63年）には車体更新が行われた。この時の更新では、新たに補助電源装置である電動発電機（MG）を取り付け、室内灯を直管蛍光灯に変更。またドアエンジンを撤去し、車体塗装を1950年代の深緑と淡黄色に似せた「金太郎塗り」に塗り変えた上でイベント車両として運用された。
1993年（平成5年）3月6日に臨時検査が行われることとなり、一時運転が休止された。その頃の同車は所々で塗装が欠落し、黄色い下地が散見していた。同月20日、検査を終えた同車は再び営業運転に復帰した。この時に車体の修理・再塗装が行われ、塗色を従来の濃緑から黄緑に近い淡い緑に変更、室内灯も直管蛍光灯からカバー付きの輪形蛍光灯に変えられた。
1994年（平成6年）頃から、車体側面の車体番号の前に東京都のシンボルマークが入れられた。同年3月には電車無線が取り付けられ、扉脇に「93」という識別番号が記入（由来は「一球さん」の「きゅうさん」）されるなど、時代の流れに合わせて少しずつその状態を変えていった。
前照灯が1ヶ所であることから「一球さん」と呼ばれ、長く親しまれて運用されていたが、京福電気鉄道（現・えちぜん鉄道）の衝突事故（京福電気鉄道越前本線列車衝突事故を参照）後、ブレーキ系統が1系統しかないことが問題となった。また、改修する場合、その費用に3,000万円を要するとの試算が発表された。しかし、財政難の東京都にはその費用を負担できないため、2000年（平成12年）12月に休車となり、翌2001年（平成13年）12月に廃車となった。無線識別番号の「93」は、2015年に登場した8900形8903の識別番号として復活している。
廃車後、保存を求める声が多数寄せられたため、解体処分は行われなかった。しかし、同車を荒川車庫構内で静態保存する場合、改修費を含めて5,000万円を要するということが明らかになり、荒川車庫内での保存を断念（荒川車庫内での保存は2008年6月の6086号まで待つことになる）。その後、譲渡先をインターネットで公募し、複数の候補の中から選ばれたあらかわ遊園に2003年4月6日から静態保存された。その後荒廃が進んだため、2007年（平成19年）に大規模な整備が行われた。その際、車両番号の書体が若干異なるものに変わっている。2022年4月21日のあらかわ遊園のリニューアルオープン後は、車両が改装されて「カフェ193」がオープンした。
東京都交通局は、本形式に代わるイベント車両として、6年間の空白後に9000形を新造し、2007年5月27日から荒川線で営業運転を開始した。

## 保存車両
上記の6152号以外にも6000形は現存しており、2023年で確認されている中で現存する車両は6両となっている。荒川車庫に集結した6000形は大半が保存された。
| 番号         | 所在地                              | 備考 |
| ------------ | ----------------------------------- | --- |
| 6063         | 文京区立神明都電車庫跡公園          | 乙2と共に静態保存されている。 劣化が進行していたが、公園のリニューアル工事に伴い2021年（令和3年）から2023年（令和5年）に掛けて再整備が実施され、その後は定期的な車内公開も行われるようになった。 |
| 6080         | 北区立飛鳥山公園                    | 車内の座席は取り外され、木製のベンチに変わっている。後述の6191より荒廃が進行していたが、2005年（平成17年）に大規模な整備が行われ、在りし日の外観を取り戻した。その際、ヘッドランプとテールランプのガラスがアクリル板に変えられたほか、上屋が設けられた。現在、側面窓のガラスはすべて撤去され、正面窓のガラスはアクリルに変えられている。2020年後半には再塗装が実施された。 |
| 6086         | 荒川電車営業所                      | 都内の個人宅で長期にわたって静態保存されていたが、その後解体の危機を免れ、2008年（平成20年）6月8日に荒川車庫へ約30年ぶりの里帰りを果たし、同年9月27日に開催された「荒川線の日」記念イベントで初展示された（この里帰りに際しては鉄道博物館の学芸員であった岸由一郎の尽力による）。その後、外装の補修工事も行われて良好な状態を保っており、車庫でのイベント時にしばしば公開展示されている。 2011年（平成23年）にはトレーラーで一時搬出の上、墨田区にある江戸東京博物館の特別展「東京の交通100年博」（7月14日 - 9月10日開催）の期間中、博物館の屋外で展示された。 現役時代には9箇所の車庫（青山・南千住・三田・巣鴨・神明町・大久保・三ノ輪・駒込・荒川）を渡り歩き、錦糸堀・柳島の受け持つ江東地区を除く大半の路線を走ったことがあるという経歴の持ち主でもある。 |
| 6162         | 豊島区立南大塚公園                  | 当初は廃車時のまま、のち当時の荒川線7000形・7500形と同じワンマン塗装（黄色地に青帯）に塗り替えられたが荒廃したため、1991年秋の公園改修の際にリフレッシュされ、その際に前面方向幕が埋め込まれた。車内は非公開となっていたが、2023年（令和5年）7月5日より毎週水曜日の日中のみ開放されている。 2016年（平成28年）11月から12月にかけて再塗装が実施され、その際に塗装が本形式の現役時代（1959年（昭和34年）以降）の黄地に赤帯のものに変更された。 |
| 6191         | 東京都 府中市郷土の森公園内交通遊園 | 1990年代に入って一度整備された際に、当時市内を運行していた京王6000系の旧塗装とほぼ同じカラーに塗られたが、それから10年も経たないうちに木製の窓枠が腐食し、ベニヤ板が貼られる等、荒廃が著しい状態であった。 しかし、2004年頃から前述の岸由一郎を中心にファンや地元住民のボランティアによって修復がなされ、現役当時さながらの外観を取り戻した。有志による修復作業は外観のみならず、内装、果ては機能面にも及び、今なお進行中である。2007年12月時点では警笛や自動ドアが復元され、発電機につなげば車内や方向幕、前照灯が点灯し、修復作業中には再現したサボが取り付けられる時もある。 台車がD-16型ではなくD-10型になっているが、これは廃車時に上記の6152と交換したという説が有力である。                                                                             |
| 保存後に解体 |                                     | |
| 6159         | 東京都 町田市内 幼稚園              | 途中で緑色に赤帯という独特な塗装に塗り替えられていたが、園舎改築に伴い2017年（平成29年）に解体撤去された。車内は床がフローリングに変えられていたが、それ以外は現役時と変わっていなかった。 |
| 6181 6189    | 静岡県熱海市熱海城                  | 車内も見学できる上、状態も良好だった。1993年1月に車両の横にあった崖が崩れた際に2両とも損壊し、撤去された（付近の駐車場を拡張する際に支障となり、撤去された説もある）。 |
| 6219         | 埼玉県宮代町東武動物公園            | 1998年頃に解体撤去されている。 |

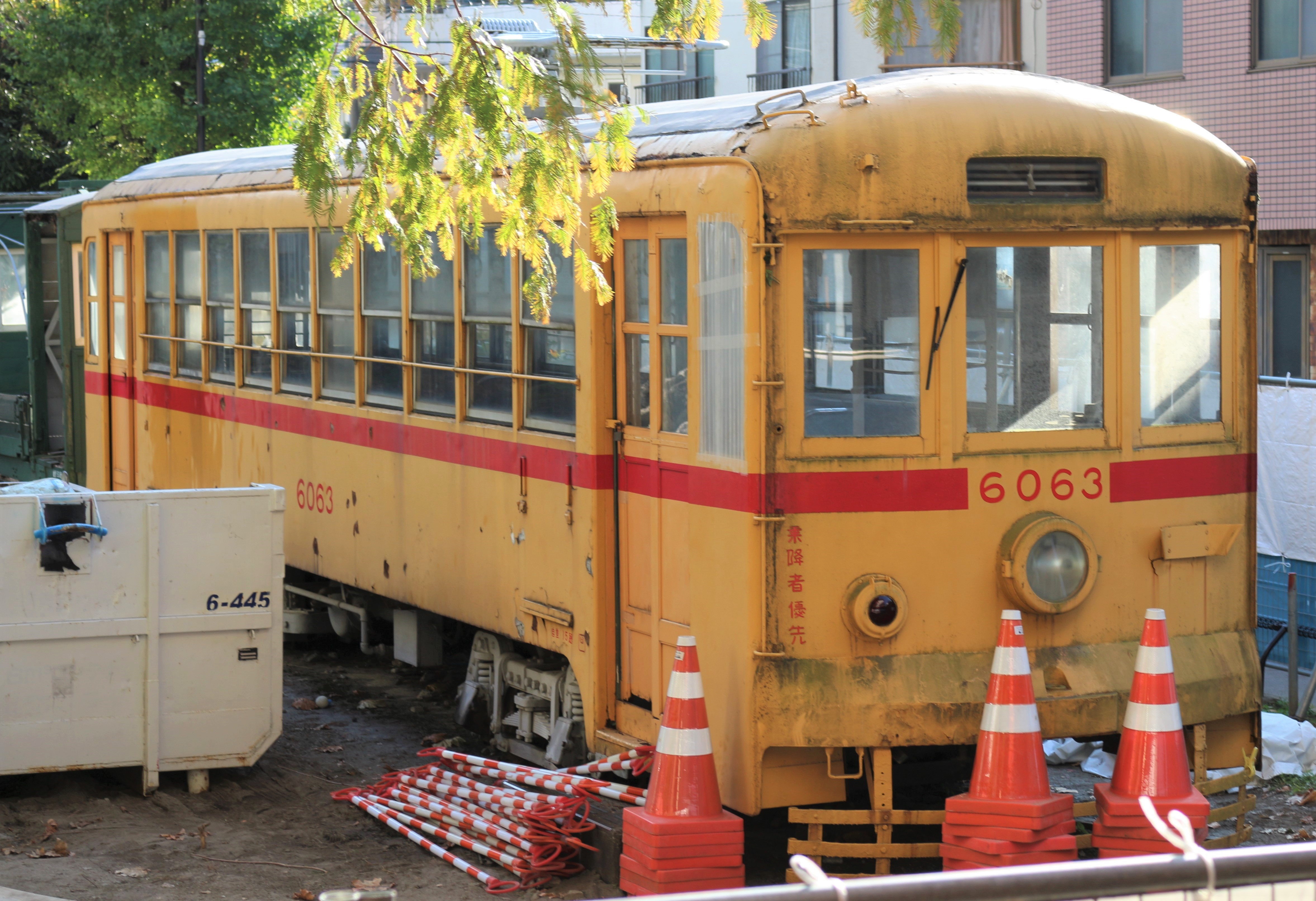
6063号（2021年）
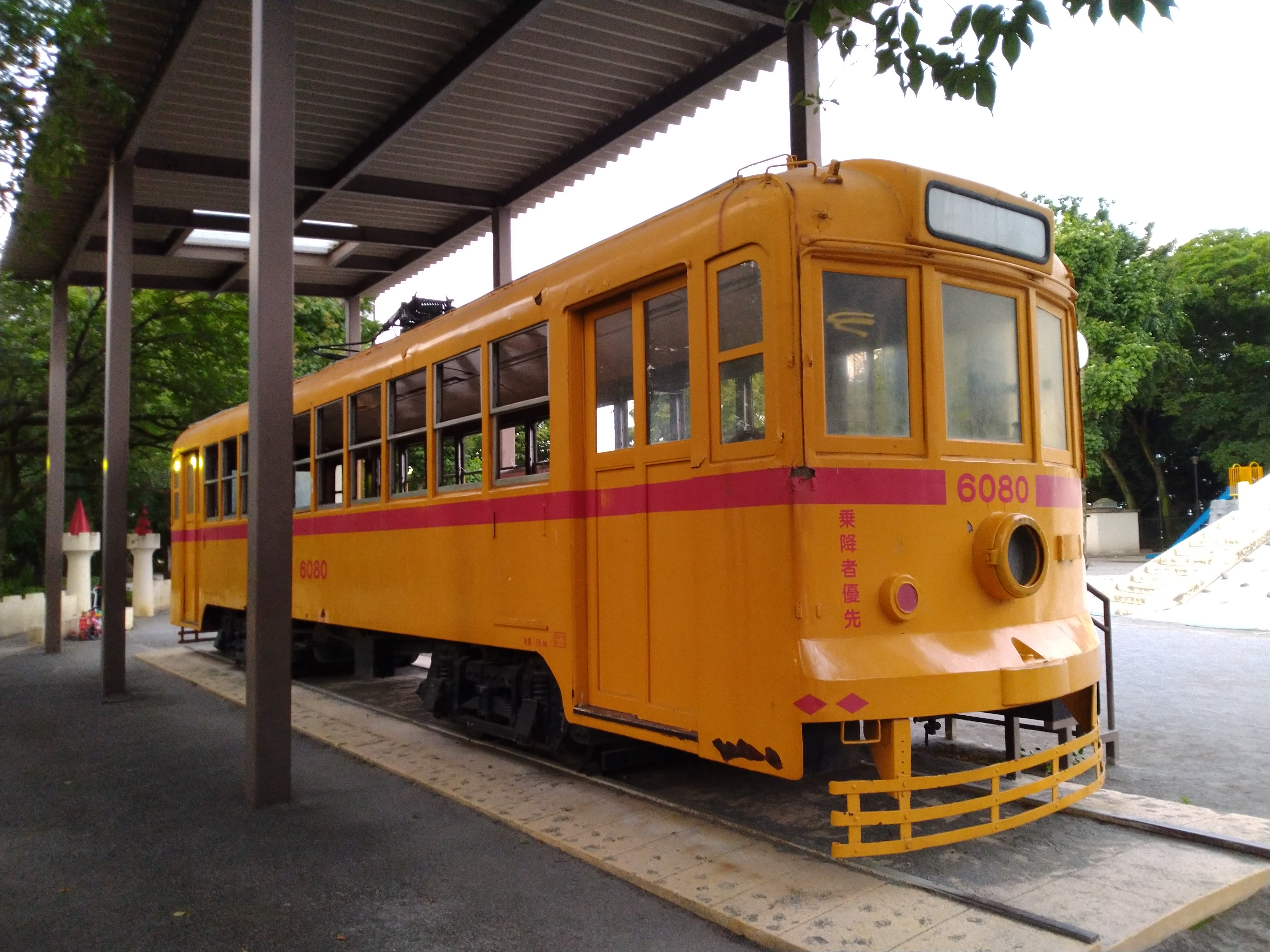
6080号（2020年）方向幕が大型化されている。
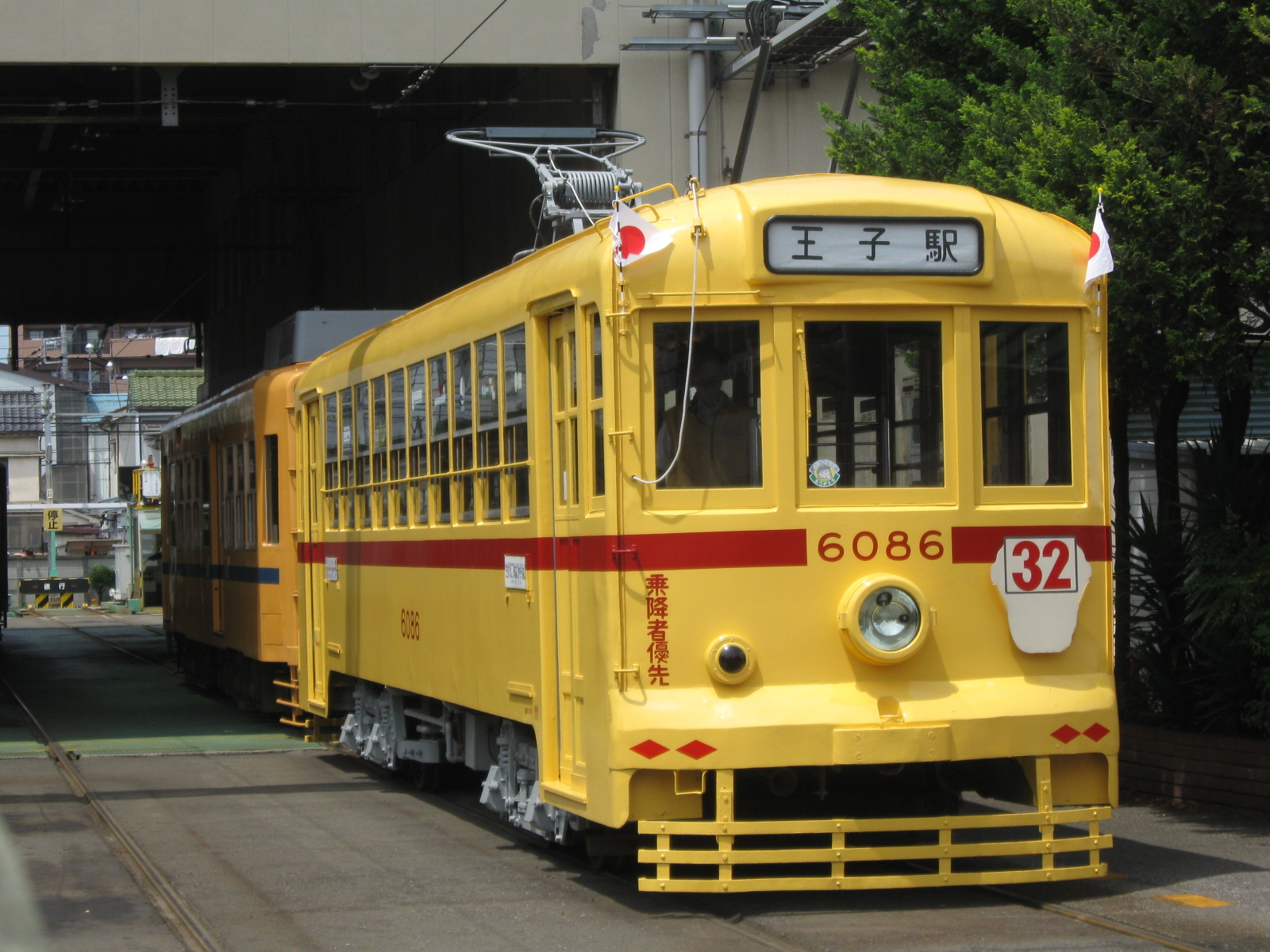
30年ぶりに里帰りした6086号。6080号と同様に方向幕が大型化されている。2010年の再塗装後の姿。
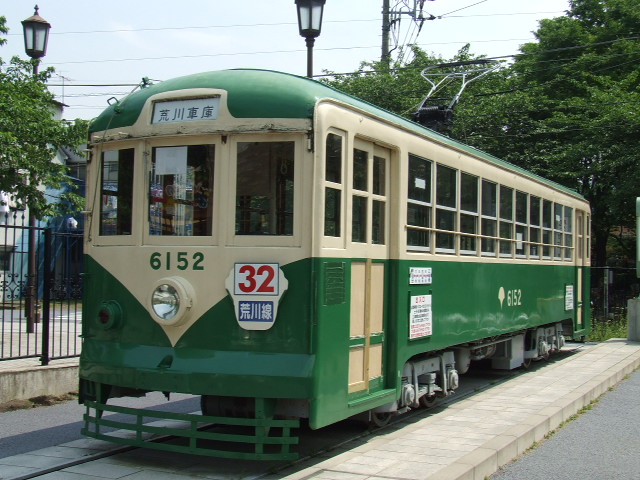
あらかわ遊園にて静態保存されている6152号。塗装は廃車される直前のままである。
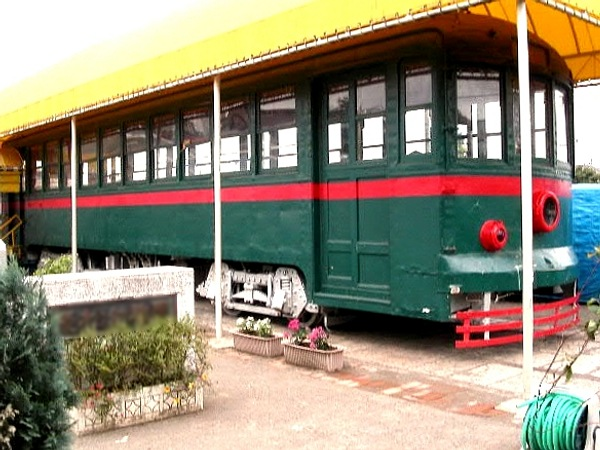
6159号（2006年）。独特の塗装となっていた。
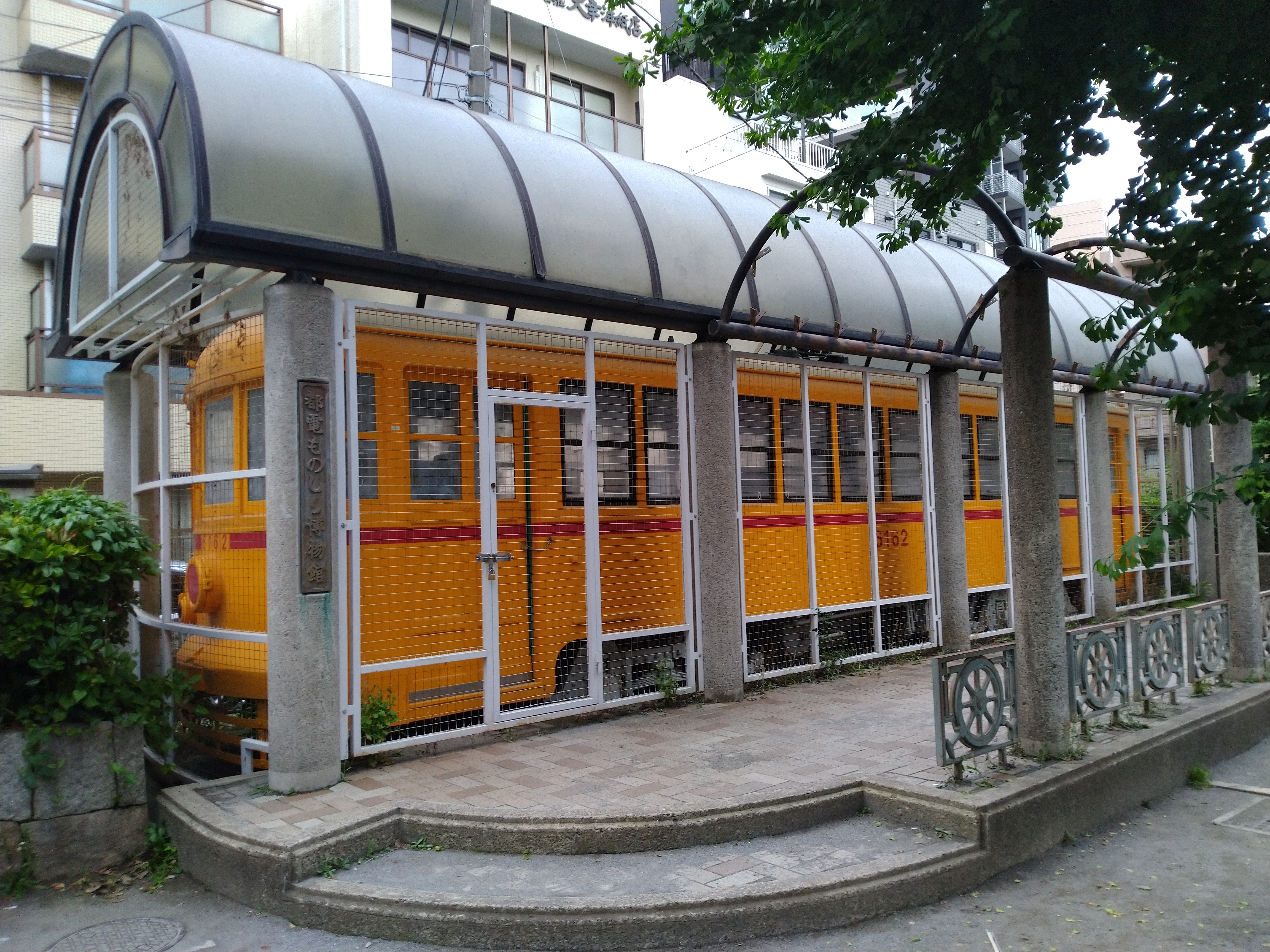
6162号（2020年）。番号の書体が現役当時と異なっている。
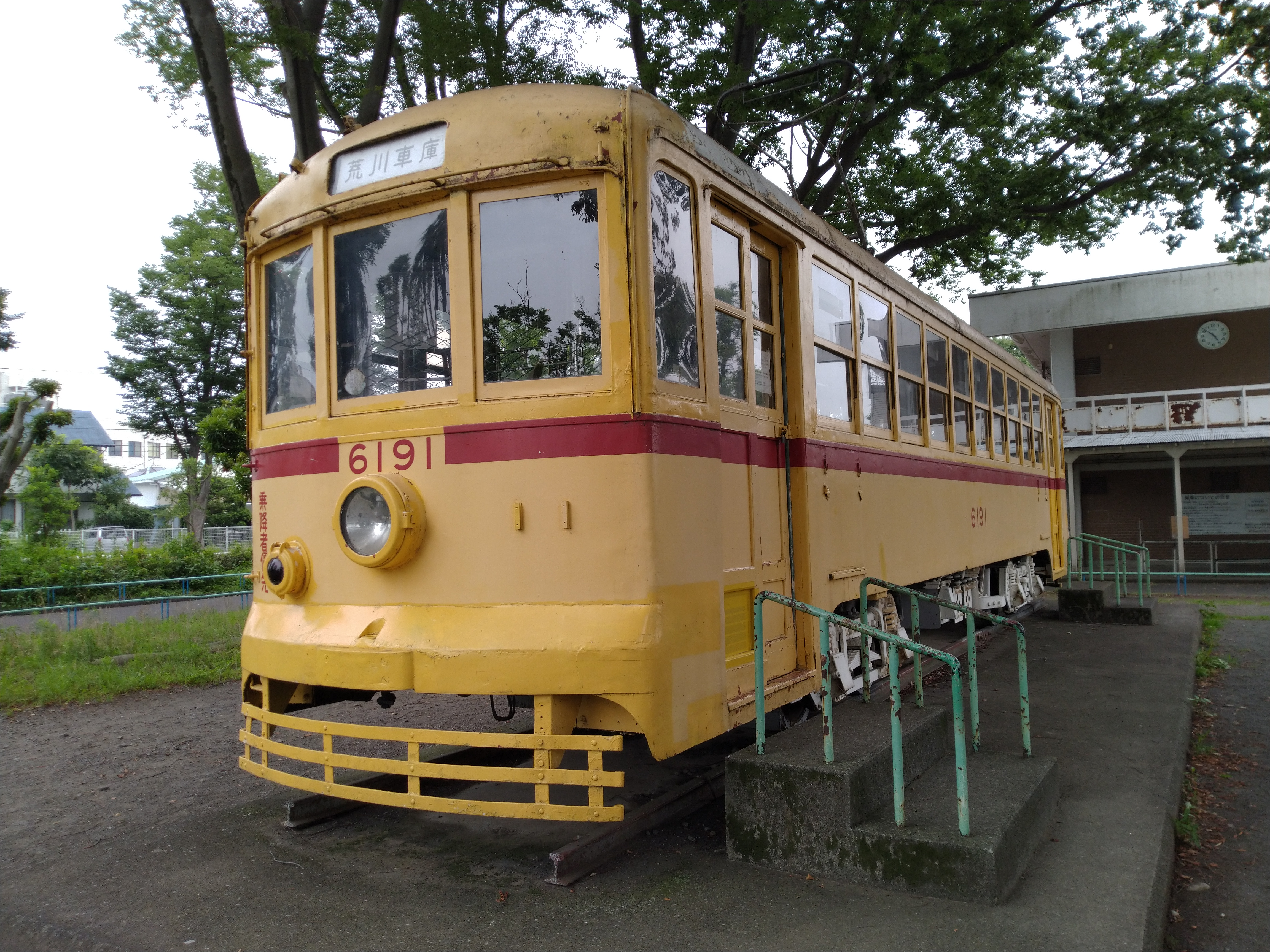
6191号（2020年）

## 他の事業者への影響
本形式は日本最大の路面電車であった東京都電で量産された車両であったため、日本各地で本形式に類似した設計の車両が導入された。具体的には以下の事業者である。
- 秋田市交通局（秋田市電）
- 川崎市交通局（川崎市電）500形
- 名古屋鉄道（岐阜市内線）570形
- 土佐電気鉄道200形・500形

## 乙6000形
1978年（昭和53年）に荒川線で運用されていた6000形のうち、6209 - 6213の5両を改造して登場した電動無蓋貨車。車両番号の前に電動無蓋貨車を意味する形式称号である「乙」が付いた以外は同一番号である。
6000形の窓から上の部分を撤去しただけのもので、本来の無蓋貨車の用途である貨物輸送用に改造されたものではない。
この乙6000形は、同年の都電荒川線完全ワンマン運転化の際に運行された花電車の種車として改造されたものである。花電車自体は各地の路線が廃止された際にも運行されていた。しかし、無蓋車を使用した本格的な花電車の運行は1959年（昭和34年）の皇太子明仁親王の御成婚奉祝の花電車が運行されて以来で、1968年（昭和43年）までに花電車の種車専用に運用されてきた無蓋台車「花」が全車解体され存在していなかったため、ワンマン化によって使用されなくなる6000形を急遽改造したものである。
この花電車は12日間運行された。3月31日までは改造対象から外れた6000形が側面に「ながい間ご愛用ありがとうございました 東京都交通局」という横断幕を掲げて先導車を務めた。新年度となった翌4月1日からは6000形に代わって新装されたばかりの更新7000形が先導車を務めた。この花電車の運行にあたり、12日間でおよそ50万人がその模様の見物に訪れたといわれている。
運行終了後は次の花電車の運行に備えて休車となり、荒川車庫で保管されていた。しかし、半ば無理矢理な改造が原因で車体に捻れが発生し、1981年（昭和56年）に廃車・解体された。荒川線で本格的な花電車専用車両は、2011年に7500形から改造された花100形まで待つこととなる。